# Lauritz de Thurah
Laurids Lauridsen de Thurah, conocido como Lauritz de Thurah (4 de marzo de 1706-5 de septiembre de 1759), fue un arquitecto y escritor de arquitectura danés. Se convirtió en el arquitecto danés más importante del período barroco tardío. Como escritor e historiador de arquitectura, realizó una contribución vital a la comprensión del patrimonio arquitectónico de Dinamarca y de la construcción de edificios en su época.
De Thurah fue un arquitecto autodidacta que aprendió gran parte de lo que sabía estudiando los inspiradores edificios que vio en sus viajes fuera de Dinamarca entre 1729 y 1731. Llevó de regreso a casa el estilo barroco, que entonces era popular, pero que rápidamente estaba perdiendo terreno ante el rococó. A lo largo de su vida mantuvo una lealtad al barroco, incluso cuando el mundo que lo rodeaba siguió cambiando y perdió asignaciones de trabajo a manos de otros que dominaban los estilos más nuevos y populares.

## Primeros años y educación
Lauritz de Thurah nació como Laurids Lauridsen Thura en Aarhus, tercer hijo del párroco Laurids Thura, más tarde obispo de Ribe, y de su esposa Helene Cathrine de With. Fue educado en casa por el mayor de los Thura, un maestro erudito y capaz. Por casualidad entró en contacto con la casa real cuando el rey Federico IV llamó al obispo y eligió al niño y a su hermano mayor Diderich para el servicio militar. En 1719 fue a Copenhague como cadete militar, un landkadet en danés, para recibir una educación para el Cuerpo de Ingenieros en la Academia Militar de Cadetes (Landkadetakademiet)..
Fue empleado en 1725 como ingeniero residente asistente en el Cuerpo de Ingeniería de Holstein y se trasladó a Rendsburg, donde sirvió entre 1725 y 1729.
Con el deseo de mejorar su situación en la vida y dedicarse a la arquitectura, estudió con entusiasmo el estilo arquitectónico local y solicitó al rey una beca real para estudiar arquitectura civil en un viaje más largo a tierras extranjeras. Para lograrlo, realizó dibujos minuciosos de las fortificaciones, iglesias y casas de Rendsburg y un plano preliminar de construcción para un puente colgante.
El rey quedó impresionado y prometió darle fondos, pero en lugar de eso encargó a Thurah y a su amigo, el teniente Holger Rosenkrantz, más tareas de topografía y dibujo. Finalmente, Thurah, después de haberle enviado al rey numerosos recordatorios de su prometida ayuda financiera, fue a Copenhague y fue sometido a una última prueba, antes de recibir la subvención económica para que él y Rosenkrantz pudieran viajar. fedThurah también hizo dibujos y medidas del castillo más nuevo de Dinamarca, Fredensborg, que fueron entregados como regalo al conde de Hesse, antes de que viajara.
Thurah y Rosenkrantz partieron en 1729 y visitaron varias ciudades alemanas, entre ellas Kassel, donde realizaron estudios y mediciones minuciosas de edificios. Viajaron a Italia, Francia, Holanda e Inglaterra antes de regresar a Dinamarca en 1731.

## Carrera

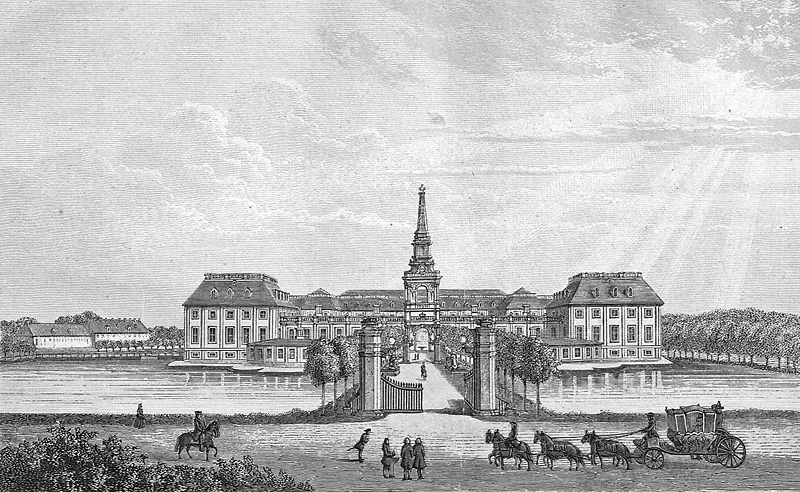
Hirschholm como se ilustra en J. P. Trap: Kongeriget Danmark segunda edición, 1872

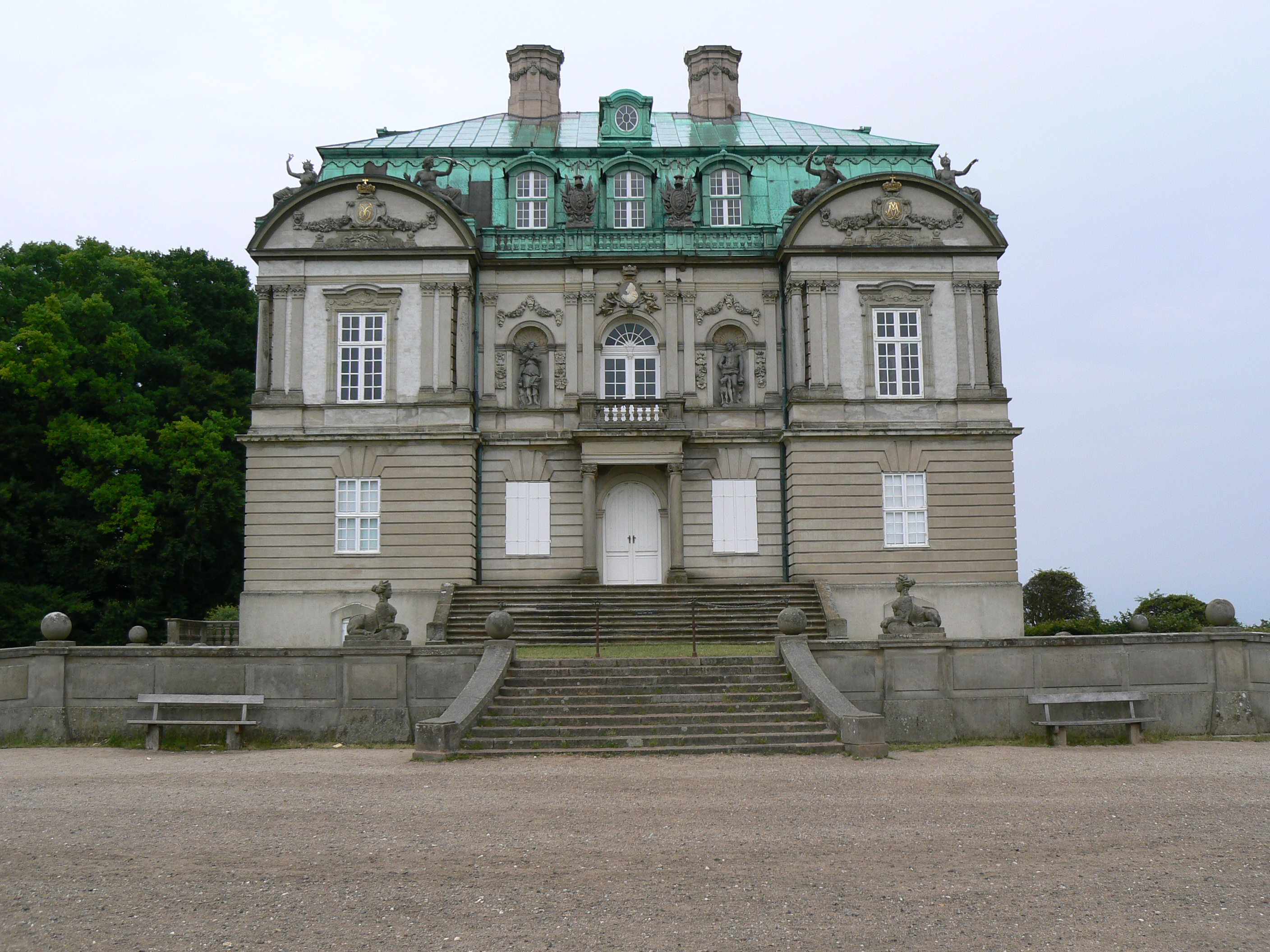
Palacio de Eremitage, una residencia oficial del monarca danés

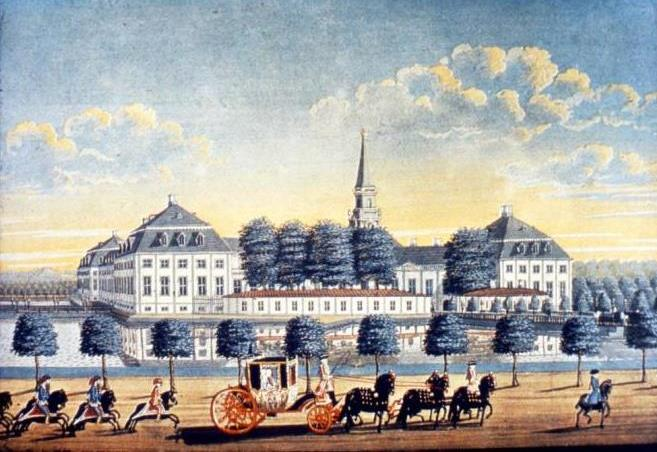
Palacio de Hirschholm, «el Versalles del Norte», según la última remodelación de Thurah

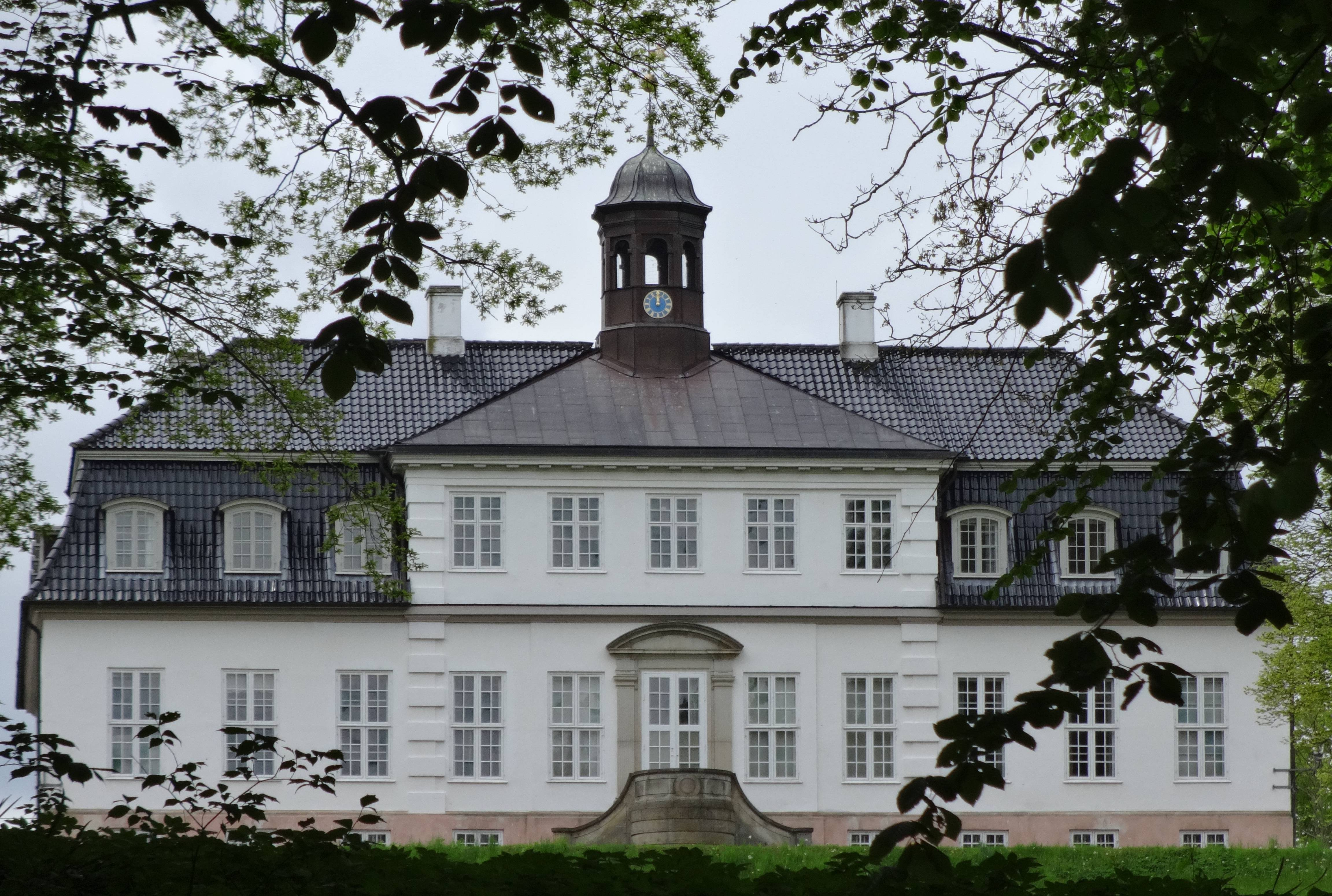
Palacio de Sorgenfri

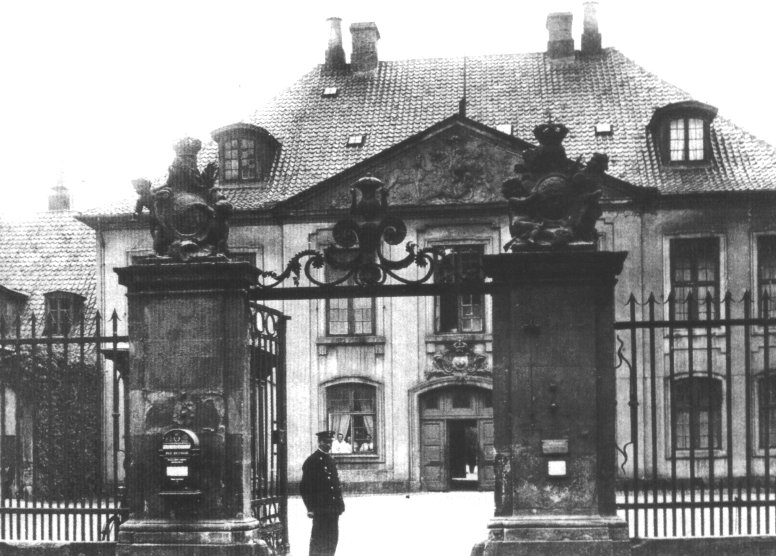
El Hospital de Fredriks en 1900. Remodelado para albergar el Museo Danés de Arte y Diseño (Designmuseum Danmark).

Tras su regreso a casa, Thurah ascendió rápidamente de rango. En 1732 se convirtió en ingeniero residente. En 1733 fue nombrado maestro de obras real con responsabilidad de supervisión de los edificios reales en Selandia y en Lolland-Falster. Al mismo tiempo, fue ascendido a capitán del Cuerpo de Ingenieros.
Entre 1732 y 1736 diseñó y construyó el palacio real de Roskilde, también conocido como el palacio Amarillo, en el lugar del antiguo palacio del obispo al este de la catedral de Roskilde. El edificio barroco de cuatro alas se convirtió en la sede del duque de Wellington durante el asedio inglés de Copenhague en 1807 y ahora alberga el Museo de Arte Contemporáneo.
Entre 1733 y 1739 trabajó en la primera remodelación y ampliación del Palacio de Hirschholm para el rey Christian VI y su consorte, la reina Sofía Magdalena.
Entre 1734 y 1736, de Thurah construyó el palacio de Eremitage, un pabellón de caza palaciego con vistas a Jægersborg Dyrehave, al norte de Copenhague, y orientado al este sobre el Øresund, hacia Suecia. La casa de piedra gris con techo abuhardillado revestido de cobre sustituyó a otro pabellón de caza llamado "Hubertus", que se había construido cerca en el siglo XVII. El diseño original incluía una mesa elevadora, similar a un montaplatos, que podía elevarse desde el sótano hasta el comedor. De esta manera, los sirvientes se quedaban en la cocina del sótano, donde preparaban y ponían la mesa, y luego esta podía ser izada hasta el comedor a través de una trampilla en el suelo. Los comensales entonces comían sin la asistencia de los sirvientes o  "en eremit", es decir «al estilo ermitaño». El pabellón todavía se utiliza hoy en día para ocasiones especiales.
Pero después de sólo un par de años de servicio en Dinamarca, Thurah empezó a sentir que su estilo barroco se había pasado de moda. Sentía que el barroco estaba perdiendo terreno frente al rococó, un estilo dominado por otra fuerza en los círculos arquitectónicos daneses contemporáneos, Nicolai Eigtved, quien sería colega y rival de Thurah durante la mayor parte de su carrera. Eigtved, que regresó a Dinamarca de sus viajes en 1735, se convirtió en el arquitecto preferido del rey, y Thurah se sintió cada vez más marginado.
En 1736 Thurah fue ascendido a teniente coronel. Participó, junto con el arquitecto alemán Elias David Hausser y Nicolai Eigtved, en la construcción de los interiores del (primer) Palacio de Christiansbrog. Diseñó algunos de los interiores de los apartamentos de la reina entre 1737 y 1740, pero se perdieron en el incendio de 1794. También creó planos para la escalera principal, la capilla, el puente de mármol, los pabellones y el picadero, que nunca se realizaron.
El 19 de octubre de 1740 se casó con Anna Rosenørn, hija de un general mayor, y se le confirió el título nobiliario con el nombre de «de Thurah».
En 1741, de Thurah elevó el tejado del edificio principal del Palacio de Fredensborg. En 1742 fue nombrado miembro de la Comisión de Construcción y asumió la responsabilidad de supervisar los edificios reales en Selandia y Fionia.
Entre 1743 y 1744 diseñó la reconstrucción final del palacio de Hirschholm, el proyecto arquitectónico más impresionante de la época, conocido como «el Versalles del Norte». Ese mismo año se terminaron las obras de la torre y el chapitel de la iglesia de Nuestra Señora de Copenhague, en parte según un dibujo de Vincents Lerche. El edificio se incendió durante el bombardeo de Copenhague en 1807 y fue reconstruido por Christian Frederik Hansen.
En 1744, De Thurah fue ascendido a coronel. Su obra en tres volúmenes Den danske Vitruvius  se publicó entre 1746 y 1749 y tiene casi 400 dibujos y mediciones de edificios de Copenhague, castillos reales y otros edificios interesantes de Dinamarca, con textos en danés, alemán y francés.
Frustrado por la pérdida de sus asignaciones ante Eigtved, solicitó al rey en 1747 un nuevo puesto no arquitectónico, pero fue rechazado.
En 1748, se le pidió a De Thurah que colaborara en la construcción de una nueva torre para la iglesia de San Salvador diseñada por Lambert van Haven en el distrito de Christianshavn de Copenhague. Eligió un diseño inspirado en la iglesia de Sant'ivo della Sapienza que había visto en Roma muchos años antes. Sin embargo, el nuevo diseño era mucho más costoso que el plan original del rey, y esto dio lugar a una feroz rivalidad entre De Thurah y Eigtved sobre la elección del material de construcción. El rey finalmente se puso del lado de De Thurah.
La casa de Thurah en el número 25 de Amaliegade en Copenhague, construida según su propio diseño entre 1755 y 1757
Ese mismo año, la esposa de De Thurah murió. Se casó nuevamente el 16 de enero de 1750, con Christiane Marie de Kiærskiold, heredera del monasterio de Børglum. Se sintió ignorado y presionado por su colega Eigtved, por lo que abandonó su carrera. Se mudó de Copenhague a la finca del monasterio de Børglum en Jutlandia con su esposa.
]

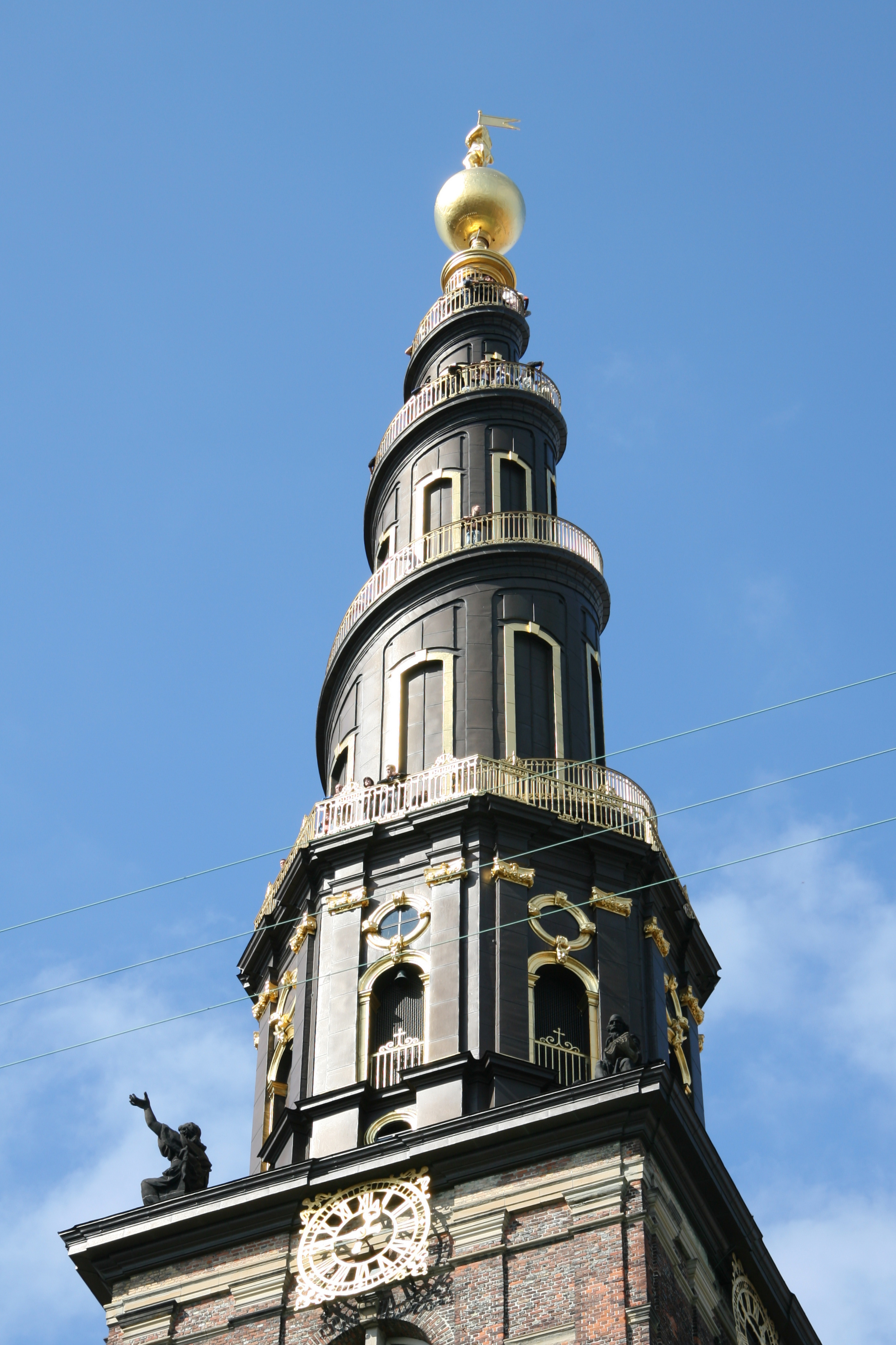
Espira de iglesia de San Salvador

La obra maestra de De Thurah, la ornamentada torre con escalera de caracol de la iglesia de San Salvador, rematada con un globo y una figura, se completó en 1752 y todavía se puede ver en lo alto de Christianshavn hasta el día de hoy.
En 1753, tras su retiro del Cuerpo de Ingenieros, fue nombrado mayor general. Ese mismo año renunció a su responsabilidad sobre los edificios reales en Zealand, que pasó a manos de Nicolai Eigtved. En 1754, fue nombrado maestro general de obras, mientras que Eigtved asumió el cargo de maestro real de obras.
Eigtved, seis años mayor que él, murió ese mismo año, lo que obligó a De Thurah a volver al servicio como el arquitecto principal de la época.

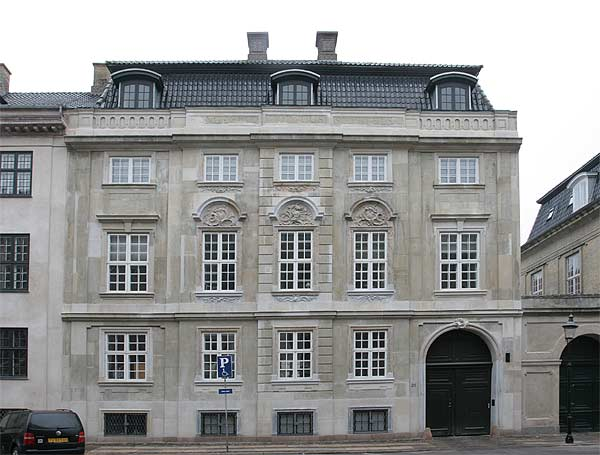
Casa particular de Thurah en el 25 de Amaliegade en Copenhagen, construido según un proyecto propio en 1755-1757

A de Thurah se le asignó la finalización del trabajo en el distrito Frederiksstad de Eigtved centrado en Amalienborg, incluidos los dos últimos palacios en el lado este de la plaza, y entre 1754 y 1758 diseñó y construyó los cuatro pabellones del Hospital Frederiks, que ahora albergan el Museo Danés de Arte y Diseño (Designmuseum Danmark), que Eigtved había comenzado en 1752. También construyó una casa para él en el distrito 25 de Amaliegade entre 1755 y 1757.
También intentó conseguir que se aprobaran los planos de la iglesia de Federico, el centro de la zona de Frederiksstad. Quería construir una cúpula de piedra al estilo de Miguel Ángel. El trabajo acabó en manos del arquitecto neoclásico francés Nicolas-Henri Jardin.
Murió durante la noche del 5 de septiembre de 1759 en Copenhague y está enterrado en la Iglesia de la Trinidad (Trinitatiskirke).

## Escritos
Paralelamente a su trabajo como arquitecto en ejercicio, de Thurah escribió varios tratados importantes sobre la arquitectura danesa. En 1735, de Thurah recibió una subvención real para recopilar información y escribir una obra exhaustiva sobre la arquitectura en el país, detallando todos los edificios reales del país. Esta obra, que finalmente se llamó Den Danske Vitruvius (en español: 'El Vitruvio danés') (1746-1748), ocuparía cada vez más tiempo de De Thurah a medida que sus encargos arquitectónicos disminuían. Otra obra central de importancia arquitectónica de De Thurah fue Hafnia Hodierna, publicada en 1748.
Además, entre 1756 y 1758, publicó libros ilustrados sobre Bornholm, Christiansø, Amager, Saltholm y Samsø.

## Obras seleccionadas
- 1732-1736: Mansión Roskilde;

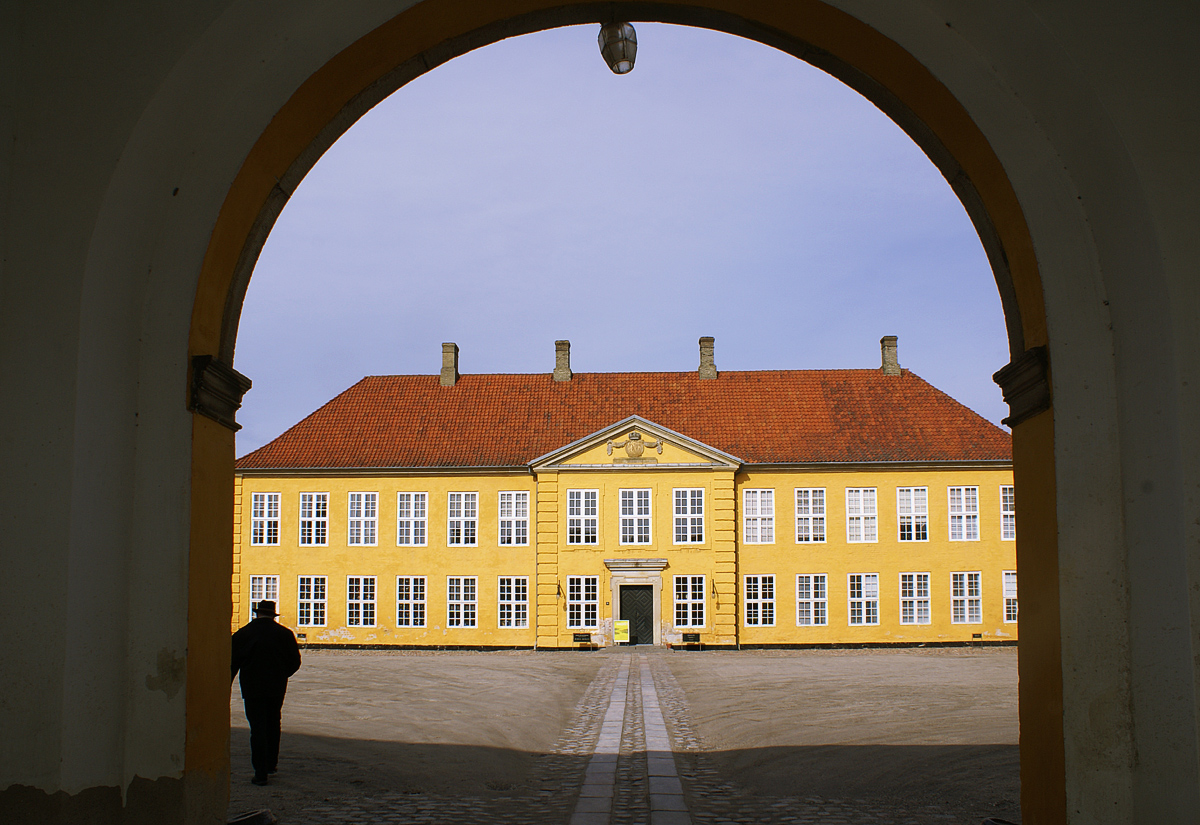
El Palacio Amarillo de Roskilde, sede del Museo de Arte Contemporáneo

- 1733-1744: Palacio de Hirschholm (demolido);
- 1734-1736: Palacio de Eremitage;
- 1754-1758: Cuatro pabellones en el  Hospital Frederiks;
- 1756-1757: Gammel Holtegård;
- 1749-1752: Aguja de la iglesia de San Salvador (Copenhagen).